# Salvador Dalí (film 1966)
Salvador Dalí è un cortometraggio documentario del 1966 diretto da Andy Warhol sul pittore spagnolo Salvador Dalí.